# Nunapitchuk
Cette page contient des caractères spéciaux ou non latins. S’ils s’affichent mal (▯, ?, etc.), consultez la page d’aide Unicode.
Nunapitchuk (en anglais [nunɑˈpɪtʃək]) est une ville américaine située dans la région de recensement de Bethel, en Alaska. Lors du recensement de 2000, sa population s’élevait à 466 habitants.

## Démographie
| 1940 | 1950 | 1960 | 1990 | 2000 | 2010 |
| ---- | ---- | ---- | ---- | ---- | ---- |
| 121  | 125  | 327  | 378  | 466  | 496  |